# Unione Sportiva Akragas 1963-1964
Questa pagina raccoglie le informazioni riguardanti l'Unione Sportiva Akragas nelle competizioni ufficiali della stagione 1963-1964.

## Rosa
| N. |                   | Ruolo | Calciatore                 |
| -- | ----------------- | ----- | -------------------------- |
|    | Italia (bandiera) | D     | Alessandro Aldinucci       |
|    | Italia (bandiera) | C     | Attilio Becchi             |
|    | Italia (bandiera) |       | Canova                     |
|    | Italia (bandiera) | A     | Armando Carta              |
|    | Italia (bandiera) | A     | Ennio Ciccolo              |
|    | Italia (bandiera) | D     | Antonio Colangelo          |
|    | Italia (bandiera) | A     | Franco Salvatore Di Pietro |
|    | Italia (bandiera) | C     | Leonardo Gambini           |
|    | Italia (bandiera) | C     | Roberto Mariotti           |

| N. |                   | Ruolo | Calciatore       |
| -- | ----------------- | ----- | ---------------- |
|    | Italia (bandiera) | D     | Simone Marsili   |
|    | Italia (bandiera) | C     | Loris Mora       |
|    | Italia (bandiera) | D     | Alfonso Mossuto  |
|    | Italia (bandiera) | P     | Cesare Pozzi     |
|    | Italia (bandiera) | D     | Giorgio Regis    |
|    | Italia (bandiera) | C     | Giuseppe Savini  |
|    | Italia (bandiera) | A     | Enrico Spoletini |
|    | Italia (bandiera) | C     | Giancarlo Tassi  |